# بابلو بيدرازا
بابلو بيدرازا (بالإسبانية: Pablo Pedraza) (10 مارس 1995 بسانتا كروز دي لا سييرا في بوليفيا - ) هو مدرب كرة قدم ولاعب كرة قدم بوليفي في مركز الدفاع. شارك مع منتخب بوليفيا تحت 20 سنة لكرة القدم ومنتخب بوليفيا لكرة القدم. أما مع النوادي، فقد لعب مع نادي ريال بوتوسي ونادي بلومينغ.

## وصلات خارجية
- بابلو بيدرازا على موقع قاعدة بيانات كرة القدم.إي يو (الإنجليزية)
- بابلو بيدرازا على موقع Soccerway.com (الإنجليزية)
- بابلو بيدرازا على موقع AS.com (الإسبانية)